# Davy Cooreman
Davy Cooreman (Aalst, 27 januari 1971) is een Belgisch voormalig voetballer, actief van 1988 tot 2005. Hij was een polyvalente middenvelder, maar kon ook als vleugelspeler uit de voeten. Hij kwam uit voor KAA Gent, Cercle Brugge, Eendracht Aalst, La Louvière en Heusden-Zolder.
Hij is geen familie van Gentenaar Steve Cooreman, en tevens middenvelder, met wie hij eind jaren 90 samenspeelde bij Eendracht Aalst.

## Clubcarrière

### KAA Gent
Cooreman, een Aalstenaar, was een jeugdproduct van KAA Gent. Hij gold als een talent bij de jeugd. De kleine middenvelder werd het etiket "De nieuwe Marc Degryse" figuurlijk op het voorhoofd gekleefd (naar "de Kleine" Marc Degryse, die voor Club Brugge speelde en nog maar vijf jaar profvoetballer was op het moment van Cooremans doorstroming uit de jeugd van Gent – in 1988 – doch die toen al bij de beste voetballers van België werd gerekend).
Cooreman debuteerde tijdens het seizoen 1990/91 in het eerste elftal van de Buffalo's onder trainer René Vandereycken, thuis tegen Germinal Ekeren (22 september 1990, 2–0 overwinning). Hij kwam tot 18 wedstrijden in de Gentse hoofdmacht, wat met name te wijten was aan veel blessureleed. Dit remde dan ook een doorbraak af.

### Cercle Brugge
Cooreman slaagde door blessures niet bij Gent en trok in 1992 naar een andere eersteklasser: Cercle Brugge KSV. Bij Cercle werd Cooreman wel een basisspeler. Met Kurt Soenens, William Osei-Berkoe en Branko Karačić vormde hij er in zijn eerste seizoen doorgaans het middenveld. In 1994 werd hij verhuurd aan KSV Waregem, nadat hij tijdens het seizoen 1993/94 weinig aan spelen toekwam. Dat seizoen was Georges Leekens trainer bij Cercle Brugge. Waregem was een stap opzij voor Cooreman: de club kwam uit in Tweede klasse. Voor het seizoen 1995/96 was Cooreman weer helemaal terug en onder trainer Jerko Tipurić kon hij opnieuw rekenen op veel speelgelegenheid. 
Cercle beschikte destijds over enkele goeie targetspitsen, zoals Josip Weber en na diens vertrek naar RSC Anderlecht ook nog de Hongaar Gábor Torma. Cooreman bereikte met Cercle Brugge de finale van de Beker van België in 1996. Cercle verloor van stadsrivaal Club Brugge met het kleinste verschil (doelpunt van de Kroaat Mario Stanić). Hij werd vervangen in de slotfase. Een jaar later eindigde Cercle Brugge (onder de sportieve leiding van Rudi Verkempinck die overnam van de ontslagen Tipurić) echter op de laatste plaats in de klassering en men degradeerde naar Tweede klasse. Hij bleef nog een seizoen bij Cercle en keerde in juli 1998 terug naar zijn geboortestad en tekende voor eersteklasser SC Eendracht Aalst.

### SC Eendracht Aalst
SC Eendracht Aalst was indertijd, late jaren negentig, de ploeg waar spelers als Harold Meyssen en Peter Van der Heyden doorbraken in de hoogste Belgische voetbalklasse. Ook Davy Cooreman kreeg van de Nederlandse trainer Barry Hulshoff een vaste plaats in het basiselftal (titularis), meestal spelend naast aanvoerder Kris Temmerman en Harold Meyssen. Aalst eindigde steevast in de tweede kolom van de klassering tussen de tiende en vijftiende plaats, maar voor Cooreman en de club bleken het gouden jaren want begin jaren 2000 kon Aalst de eindjes financieel niet meer aan elkaar knopen om in Eerste klasse te kunnen wedijveren. Harold Meyssen en Kris Temmerman, die samen met Cooreman belangrijk waren voor de as van het elftal, werden doorgesluisd naar Standard Luik en RWDM, respectievelijk. Van der Heyden werd ook verkocht, aan Club Brugge. 
Eendracht Aalst maakte vanaf het seizoen 2002/03 een doorstart in Derde klasse. Cooreman, die 70 keer voor Eendracht Aalst heeft aangetreden, besloot nog voor deze situatie zich voordeed nieuwe lucht op te snuiven en hij maakte niet mee de overstap naar Derde klasse. Cooreman koos reeds in 2000 voor een avontuur in Israël bij de eersteklasser Hapoel Beer Sheva. Hiervoor kwam hij in 31 wedstrijden in actie. Cooreman, die als aanvallende middenvelder een sterkhouder werd bij Aalst, keerde in de zomer van 2002 terug naar België en hij tekende daarop bij eersteklasser RAA La Louvièroise uit de provincie Henegouwen.

### La Louvière
Cooreman werd voor La Louvière eveneens een vaste kracht op het middenveld. Onder trainer Ariël Jacobs beleefde hij er weer hoogdagen hoewel hij er ook een hoge blessurelast kende. Met La Louvière won hij, onder leiding van Jacobs, in 2003 de Beker van België: een wel erg verrassende finale tegen het Limburgse Sint-Truidense VV. Het zag er nochtans niet goed uit voor Cooreman en La Louvière, want Lommel SK had in de halve finale na de heenwedstrijd een goede uitgangspositie (3–2 voor La Louvière, Lommel twee uitgoals). Omdat Lommel echter in maart failliet werd verklaard, verplichtte men dat een veredelde reserveploeg op te stellen om de terugwedstrijd af te werken; specifiek betrof het de belofteploeg van Lommel.
Vanwege de penibele situatie van Lommel SK wisten Cooreman en zijn ploegmaats op vrij eenvoudige wijze de totaalscore van de twee wedstrijden alsnog om te draaien in hun voordeel. La Louvière won op de Heizel overtuigend van Sint-Truidense VV met 3–1: doelpunten van Manasseh Ishiaku (2) en verdediger Georges Arts – met die laatste had Cooreman bovendien ook de kleedkamer gedeeld bij Eendracht Aalst. Cooreman speelde de volledige wedstrijd, als linksbuiten. 
Na twee seizoenen en 51 wedstrijden voor La Louvière, beëindigde  Davy Cooreman zijn carrière bij tweedeklasser K. Beringen-Heusden-Zolder in 2005. Dat op 34-jarige leeftijd. De tijdens zijn carrière aanhoudend door blessures geteisterde Cooreman maakte nog amper minuten bij Heusden-Zolder, waar Peter Balette als trainer aan de slag was.

## Erelijst
| Beker van België | 1x | 2002/03 |